# Amperex Technology Limited
 (juillet 2024).
Amperex Technology Limited (ATL) est une entreprise de fabrication de batteries électriques, fondée en 1999 par Robin Zeng. L'entreprise est spécialisée dans la recherche, le développement et la fabrication de batteries rechargeables au lithium-ion et au lithium-ion polymère. ATL se distingue par la fourniture de batteries utilisées dans les appareils mobiles, notamment les smartphones, les ordinateurs portables et les appareils photo numériques, et s'approvisionne en produits auprès d'entreprises technologiques telles Apple et Samsung,,.
ATL a son siège à Hong Kong et possède des installations de production à Dongguan et Ningde, en Chine, ainsi qu'à Haryana, en Inde.

## Histoire de l'entreprise
Zeng Yuqun, plus communément connu sous le nom de Robin Zeng, a fondé ATL en 1999,. Opérant depuis le siège social de l'entreprise à Hong Kong, Zeng a acquis des licences technologiques auprès d'entreprises américaines pour fabriquer des batteries pour ordinateurs portables et lecteurs MP3.
Deux ans après sa création, ATL était en mesure de produire des batteries pour 1 million d'appareils. Au lendemain de ce succès, la société a été rachetée par TDK en 2005. Zeng a continué à gérer ATL après l'acquisition avec Huang Shilin. L'acquisition par TDK a permis à ATL d'étendre sa production sur le marché des smartphones, devenant ainsi un fournisseur clé de batteries pour des sociétés technologiques de premier plan telles que Samsung et Apple.
En 2006, ATL a commencé à explorer le marché des batteries pour véhicules électriques (VE), avec la première demande émanant du constructeur automobile indien Reva . Compte tenu des différences fondamentales entre les batteries utilisées dans les véhicules électriques et celles des appareils portables, les fondateurs d'ATL, Zeng et Huang, ont créé un département de recherche dédié au développement de batteries pour véhicules électriques.
En 2008, certaines des premières batteries EV d'ATL ont été utilisées dans une flotte de démonstration de bus électriques lors des Jeux olympiques de Pékin. Il s'agissait de la première incursion de l'entreprise sur le marché des véhicules électriques. En 2011, alors que le gouvernement chinois fait de l'activité batteries pour véhicules électriques un objectif national fortement subventionné, Zeng et Huang séparent cette activité d'ATL et la logent dans une nouvelle société cotée en bourse, Contemporary Amperex Technology Co. Limited (CATL).
En 2016, la société connait un revers en fournissant des batteries défaillantes conduisant à l'abandon du modèle Samsung Galaxy Note 7.
ATL a poursuivi sa trajectoire de croissance et, au premier trimestre 2020, elle détenait la plus grande part des revenus (36,5 %) sur le marché des batteries pour smartphones. Plus tard en 2020, la société a étendu ses opérations à l'Inde en acquérant 180 acres de terrain industriel à Haryana, dans le but de fournir des batteries aux industries des smartphones et des véhicules électriques du pays.
En 2023, ATL a formé des partenariats stratégiques avec Group14 Technologies et AM Batteries. Le partenariat avec Group14 Technologies visait à intégrer une technologie avancée de batterie au silicium pour améliorer les performances de la batterie d'ATL, tandis que la collaboration avec AM Batteries s'est concentrée sur le développement d'une technologie de fabrication d'électrodes sans solvant, répondant aux préoccupations environnementales dans l'industrie de production de batteries lithium-ion.